# Station Bleiken
Station Bleiken is een station in Bleiken in de gemeente Gran in fylke Innlandet in Noorwegen. Het station dateert uit 1901 en ligt aan Gjøvikbanen